# Bird (Seychellen)
Bird of Birdeiland (Engels: Bird Island) is het noordelijkst gelegen eiland van de Seychellen. Het 70 ha grote koraaleiland staat bekend om zijn vogels, vanwaar de naam dus ook komt. Bird is nu een privéresort bestaande uit 24 bungalows. Er is ook een klein weerstation aanwezig.
Bird stond voorheen bekend als "Ile aux Vaches", vanwege de vele zeekoeien die in de buurt leefden.